# Synostocephalus
Synostocephalus es un género extinto de sinápsidos no mamíferos que vivieron en el período Pérmico Superior en lo que ahora es Sudáfrica.